# Championnat des Fidji de football 1985
Navigation
Saison précédente Saison suivante
La saison 1985 du Championnat des Fidji de football est la neuvième édition du championnat de première division aux Fidji. Les huit meilleures équipes du pays sont regroupées au sein d'une poule unique, où elles s'affrontent deux fois, à domicile et à l'extérieur. À la fin du championnat, il n'y a ni promotion, ni relégation.
C'est l'équipe de Nadi FC qui remporte la compétition après avoir terminé en tête du classement final, avec un seul point d'avance sur Suva FC et trois sur le tenant du titre, Lautoka FC. C'est le sixième titre de champion des Fidji de l'histoire du club.

## Les clubs participants
| - Ba FC - Lautoka FC - Suva FC - Nasinu FC | - Labasa FC - Nadi FC - Rewa FC - Nadroga FC |

## Compétition
Le barème utilisé pour établir les différents classements est le suivant :
- Victoire : 2 points
- Match nul : 1 point
- Défaite : 0 point

### Classement
| Rang | Équipe         | Pts | J  | G | N | P | Bp | Bc | Diff |
| ---- | -------------- | --- | -- | - | - | - | -- | -- | ---- |
| 1    | Nadi FC        | 20  | 14 | 8 | 4 | 2 | 29 | 11 | +18  |
| 2    | Suva FC        | 19  | 14 | 7 | 5 | 2 | 21 | 12 | +9   |
| 3    | Lautoka FC'T'C | 17  | 14 | 6 | 5 | 3 | 25 | 14 | +11  |
| 4    | Rewa FC        | 15  | 14 | 5 | 5 | 4 | 16 | 15 | +1   |
| 5    | Labasa FC      | 12  | 14 | 4 | 4 | 6 | 20 | 23 | -3   |
| 6    | Nadroga FC     | 12  | 14 | 4 | 4 | 6 | 13 | 25 | -12  |
| 7    | Nasinu FC      | 10  | 14 | 2 | 6 | 6 | 18 | 25 | -7   |
| 8    | Ba FC          | 7   | 14 | 2 | 3 | 9 | 7  | 24 | -17  |

|  | Champion des Fidji 1985                               |
|  | T: Tenant du titre C: Vainqueur de la Coupe des Fidji |

## Bilan de la saison
| Championnat des Fidji de football 1985                             |                    |
| Champion                                                           | Nadi FC (6e titre) |
| Coupes et trophées                                                 |                    |
| Vainqueur de la Coupe des Fidji 1985                               | Lautoka FC         |
| Promotions et relégations                                          |                    |
| Promus en Championnat des Fidji de football                        | Aucun              |
| Relégués en Championnat des Fidji de football de deuxième division | Aucun              |